# جائزة البافتا لأفضل ممثل في دور رئيسي
جائزة البافتا لأفضل ممثل في دور رئيسي هي جائزة سنوية تقدمها الأكاديمية البريطانية لفنون السينما و التلفزيون في حفل توزيع جوائز الأكاديمية للأفلام الذي يقام سنويا منذ عام 1948.

تقدم هذه الجائزة لأفضل ممثل قام بدور رئيسي عُرض في السنة التي سبقت حفل توزيع الجائزة.

## الفائزون والمرشحون

### 2010s
- 2010 – كولين فيرث بدور جورج السادس – في فيلم خطاب الملك
  - خافيير باردم عن دوره في فيلم Beautiful
  - جيف بريدجز عن دوره في فيلم العزم الحقيقي
  - جيسي أيزنبرغ بدور مارك زوكربيرج – في فيلم الشبكة الاجتماعية
  - جيمس فرانكو بدور أرون رالستون – في فيلم 127 ساعة
- 2011 – جون دوجردان بدور جورج فالانتين – في فيلم الفنان
  - جورج كلوني بدور مات كينغ – في فيلم الأحفاد
  - مايكل فاسبندر عن دوره في فيلم العار Shame
  - غاري أولدمان بدور جورج سمايلي – في فيلم السمكري الخياط الجندي الجاسوس
  - براد بيت بدور بيلي بين – في فيلم كرة المال
- 2012 – دانيال دي لويس بدور أبراهام لينكون – في فيلم لينكون
  - بين أفليك بدور توني مينديز – في فيلم آرجَو
  - برادلي كوبر بدور بات سوليتانو – في فيلم المعالجة بالسعادة
  - هيو جاكمان بدور جان فالجان – في فيلم البؤساء
  - خواكين فينيكس عن دوره في فيلم السيد The master
- 2013 - شيواتال إيجيوفور بدور (سليمان نورثوب) - في فيلم 12 عاما من العبودية
  - كريستيان بيل عن دوره في فيلم الكفاح الأمريكي
  - بروس ديرن عن دوره في فيلم نبراسكا
  - ليوناردو دي كابريو عن دوره في فيلم ذئب وول ستريت
  - توم هانكس عن دوره في فيلم القبطان فيليبس
- 2014 - إيدي ريدماين بدور (ستيفن هوكينغ) - نظرية كل شيء
  - بينيديكت كامبرباتش بدور (آلان تورنغ) - لعبة التزييف
  - رالف فاينس بدور (غوستاف إتش) - فندق بودابست الكبير
  - جيك جيلنهال بدور (لويس بلوم) - المتسلل ليلا
  - مايكل كيتون بدور (ريغان طومسون) - الرجل الطائر

## روابط اضافية
- قاعدة بيانات جائزة البافتا